# Флоријан Шнајдер
Флоријан Шнајдер Еслебен (Баден-Виртемберг, 7. април 1947 — Диселдорф, 21. април 2020) био је музичар, највише познат као један од оснивача електронског бенда Kraftwerk, у чијем је саставу био до 2008. године.

## Биографија
Шнајдер је рођен 1947. године у Баден-Виртембергу, близу Боденског језера. Родитељи су му били архитекта Пол Шнајдер Еслебен и његова супруга Ева Марија. Породица се преселила у Диселдорф када је Шнајдер имао три године.
Године 1970. основао је бенд Kraftwerk заједно са Ралфом Хутером. Упознали су се 1968. године током студирања на Академији уметности у Ремшајду, а након тога су на Вишој школи Роберт Шуман заједно били део музичке групе Organisation. Пре него што је упознато Хутера, Шанјдер је свирао са Еберхардом Кранманом у групи Pissof од 1967. до 1968. године. У периоду од 1968. до 1969. годне Шнајдер је свирао флауту са Хутером на хамонд оргуљама, Кранманом на басу и Паулом Ловенсом на бубњевима.
Шнајдер је првобитно свирао флауту, коју је третирао користећи електорнске ефекте, укључујући одјек траке и модулацију звона. Такође је свирао виолину (слично третирану), електричну гитару и користио синтисајзере као и звучни процесор. Касније је створио сопствени инструмент под називом електорнске флауте. Након што је бенд Kraftwerk објавио први студијски албум 1974. године под називом Autobahn, Шнајдерова употреба акустичких инструмената је умањена.
Дејвид Боуи назвао је свој инструментални запис V-2 Schneider по Шнајдеру, а на њега је доста утицао звук бенда Kraftwerk, крајем седамдесетих година.
Шнајдер је 1991. године истакао да је доста проучавао музику, тражио је нове ствари и открио да је флаута превише органичавајућа, а да је након туга купио микрофон, потом звучнике, а на крају синтисајзер. Хутер, Шнајдеров сарадник истакао је за њега да је перфекциониста, те да није желео да ради ако звук није био савршен. Шнајдер је такође био познат по својим комичним и загонетним интервјуима, које је ретко давао. Године 2015. Шнајдер и Ден Лаксмен заједно са Увом Шмитом објавили су песму Stop Plastic Pollution у знак подршке за спас океана.
Шнајдер није био на светској турнеји са бендом Kraftwerk 2008. године, а последњи наступ имао је са бендом у новембру 2006. године у Шпанији. Његову позицију у бенду касније је заузео Стефан Пфафе, сарадник бенда и видео техничар. Званично, Шнајдер је напустио Kraftwerk у новембру 2008. године.
Дана 6. маја 2020. године објављено је да је Шнајдер преминуо неколико дана након 73. рођендана. Преминуо је од последица рака.